# Elisabeth Engels
Elisabeth Engels (* 20. April 1892 in Schiltigheim bei Straßburg; † 23. Juni 1970 in Bad Pyrmont) war eine deutsche Pädagogin und Privatschulgründerin. Auf dem Fundament ihrer anthroposophischen und reformpädagogischen Orientierung begann sie Mitte der 1930er Jahre als Privatschulunternehmerin im Rheinland und später in Lippe ihr 40-jähriges pädagogisches Wirken für ihre Schülerinnen und Schüler, die sie zeitlebens für das "Gute, Wahre und Schöne" aufschließen wollte.

## Leben
Elisabeth Engels wurde als Elisabeth Kleser in Schiltigheim bei Straßburg geboren. 1902 zog die Familie nach Köln. Sie besuchte hier die Königin-Luise-Schule, ein Oberlyzeum, an dem sie 1913 das Abitur ablegt. Anschließend besuchte sie das Lehrerinnenseminar und erwarb schon ein Jahr später die Lehrbefähigung für Lyzeen. 1923 heiratete sie trotz der damaligen verordneten Ehelosigkeit für Staatsdienerinnen (Lehrerinnenzölibat) den Chemiker Artur Oskar Engels. Elisabeth verdiente mit ihrer Privatschule den gemeinsamen Lebensunterhalt.

## Als Schulleiterin im Dritten Reich
Engels begann in den 1920er Jahren ihre Arbeit als Lehrerin im staatlichen Schuldienst der Stadt Köln. Von 1931 bis 1933 war sie als Studienassessorin in dem Erziehungsheim Hessenbruch in Weiden bei Köln tätig. 1933 gründete sie ihre erste eigene Schule, in der sie sich im Sinne der bürgerlichen Frauenbewegung der Ausbildung von Mädchen widmete. Ihre Privatschule Schwertleite gründete sie in Bad Godesberg. Die Schwertleite war die einst übliche Ritterpromotion des Mittelalters und war für sie eine Leitmetapher. Diese Schule war formal ein staatlich anerkanntes Lyzeum, also eine spezielle Mädchenschule. Spezielle Haushaltsklassen untermauerten diesen Anspruch, in denen die Mädchen, neben Rechnen und Schreiben, auch ganz praktisch auf ihre spätere Aufgabe als Hausfrau und Mutter vorbereitet wurden. Das besondere pädagogische Konzept hatte im NS-Schulsystem auf Dauer keinen Platz. Im Spätsommer 1939 wurde ihre Schule durch die Gestapo geschlossen. Elisabeth Engels bekam als Lehrerin ein Berufsverbot.
Im September 1939 eröffnete sie in Detmold das Studienheim Schwertleite, gedacht für Mädchen, die aus der weitläufigen ländlichen Umgebung nach Detmold kamen, weiterführende Schulen besuchten und für diese Zeit eine betreute Unterkunft suchten. In den unruhigen Zeiten des Zweiten Weltkrieges wurde die Schwertleite in Detmold für ihre Bewohnerinnen zu einem Refugium behütender, humanitärer Menschlichkeit – fernab des nationalsozialistischen Ungeistes. Elisabeth Engels entwickelte hier ihr persönliches und pädagogisches Charisma. Nachdem sie 1948 im Entnazifizierungsverfahren als "entlastet" eingestuft wurde, konnte sie auch ihren Lehrerberuf wieder aufnehmen. 

## Privatschule Schloss Varenholz
1949 übersiedelte Engels mit ihrem Studienheim Schwertleite von Detmold nach Nordlippe an die Weser und mietete das Schloss Varenholz. Im Oktober 1951 bekam sie vom Kultusministerium des Landes Nordrhein-Westfalen die Erlaubnisurkunde zum Betrieb einer privaten Realschule für Jungen und Mädchen dort. 
"Eine besondere natürliche Begabung macht eine besondere Leistung zur Pflicht" – dieser Leitspruch war Elisabeth Engels innerer "Motor". Ihr Ziel war eine Schule für möglichst breite Bevölkerungsschichten. Ihre Internatsschule sollte keine isolierte, elitäre Schulgemeinde jenseits der sozialen und gesellschaftlichen Bezüge und Realitäten werden. Sie versuchte, nebeneinander begüterter und weniger begüterter Kinder aufzunehmen, letztere besuchten die Schule als sogenannte "Tageschüler" zu einem weitaus niedrigeren Preis. Am Anfang ihrer Karriere hatte sie in Hessenbruch, einem Heim für "Schwererziehbare", die Erfahrung gemacht, wie wichtig eine gute Bildung auch und gerade für arme und delinquente Jugendliche ist. Diesen modernen Bildungsgedanken versuchte Elisabeth Engels bereits in den 1950er Jahren in ihrer privaten Internatsschule zu verwirklichen. Heute ist er Bestandteil der modernen Kinder- und Jugendhilfe.
Ganz Anthroposophin, wurden musische Elemente – Eurythmieaufführungen gehörten beispielsweise dazu – fester Bestandteil des Lehrplanes und gingen damit weit über das damalige Realschulcurriculum hinaus. Sie wollte die Herzen ihrer Schüler erreichen, ganz im Sinn des klassischen Bildungsgedanken.

## Die Stiftung
Engels entschloss sich im Januar 1969, Schule und Internat einer Stiftung zu übertragen, die unter dem Namen Elisabeth-Engels-Stiftung ihr Lebenswerk weiterführen sollte. Elisabeth Engels starb am 23. Juni 1970. Ein Gedenkstein mit der Aufschrift Unserer unvergessenen Direktorin… erinnert vor Schloss Varenholz an sie.